# Григоренко Наталя Вадимівна
Ната́ля Вади́мівна Григоре́нко (*23 січня 1986, Львів) — українська шахістка, майстер спорту України, міжнародний майстер.
Народилася 23 січня 1986, м. Львів. Закінчила Львівський національний університет імені Івана Франка.
Срібний призер I Всесвітніх інтелектуальних Ігор 2008 (швидкі шахи — команда)